# Marcus Skupin-Alfa
Marcus Skupin-Alfa (* 15. März 1971 in Togo) ist ein ehemaliger deutscher Sprinter, der sich auf den 200-Meter-Lauf spezialisiert hatte.

## Karriere

### Jugend
Im Trikot des Heidenheimer SB wurde er 1989 Deutscher Jugendhallenmeister über 200 Meter und ein Jahr später Fünfter bei den Leichtathletik-Juniorenweltmeisterschaften mit der 4-mal-100-Meter-Staffel.

### Aktive
Ihm gelangen zwei deutsche Vizemeistertitel 1991 über 200 Meter und 1993 mit der 4-mal-100-Meter-Staffel des VfL Sindelfingen. Bei der Leichtathletik-Veranstaltung Weltklasse Zürich lief er am 7. August 1991 im 2. Finale die 200 Meter in 21,40 s.

## Bestleistungen
- 200 m: 20,88 s, 28. Juli 1991, Hannover